# Atriplex nummularia
Atriplex nummularia är en amarantväxtart som beskrevs av John Lindley. Atriplex nummularia ingår i släktet fetmållor, och familjen amarantväxter. Utöver nominatformen finns också underarten A. n. nummularia.

## Bildgalleri

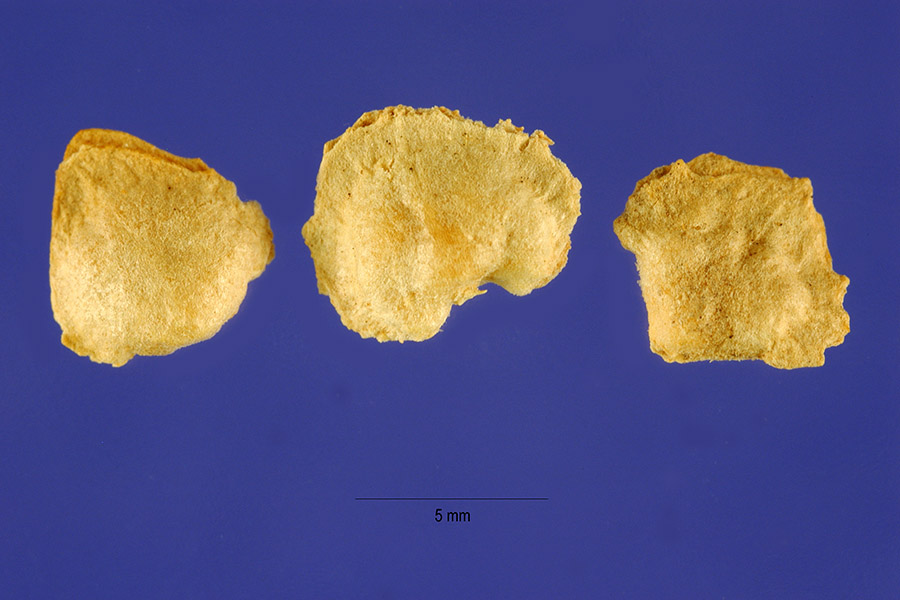
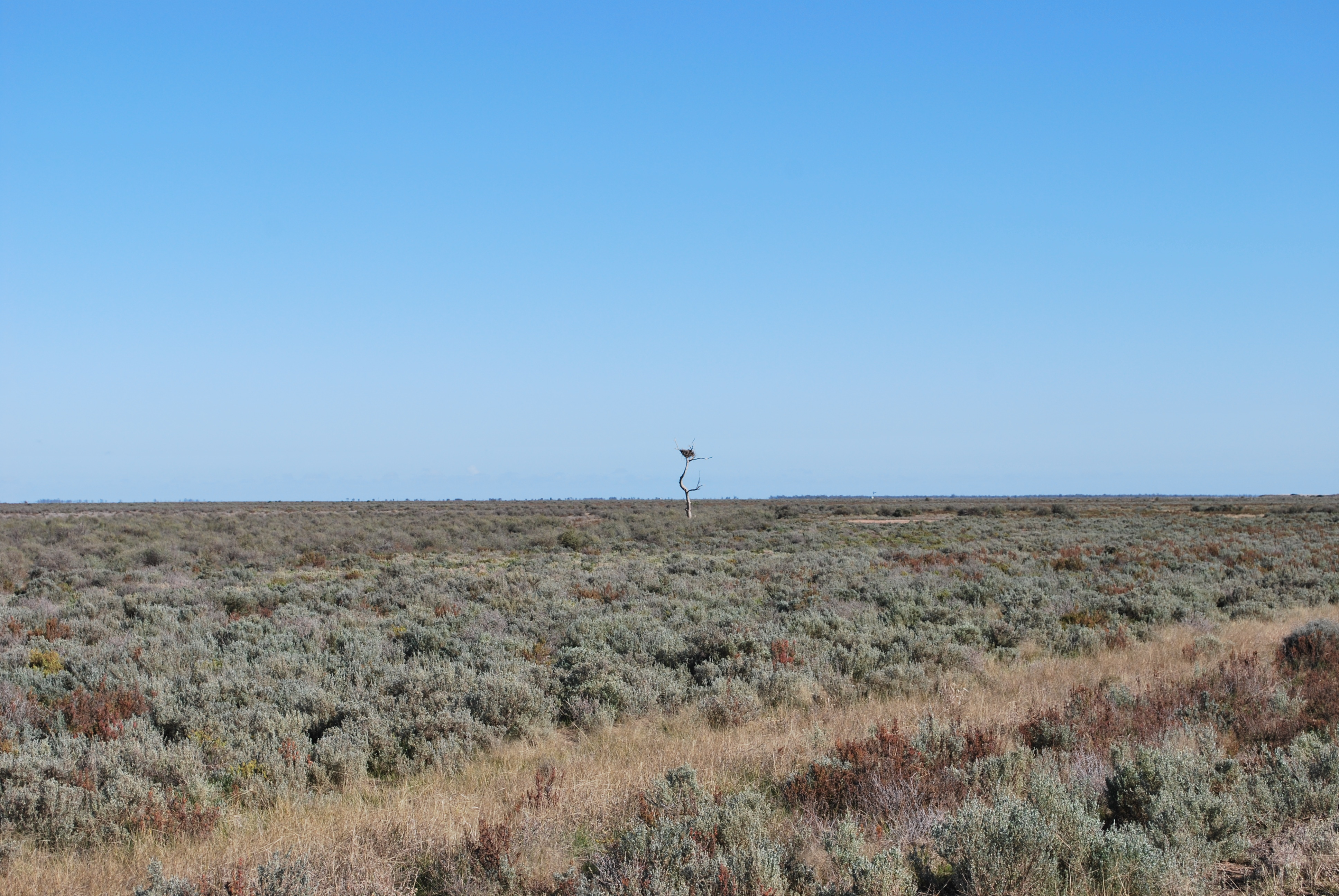
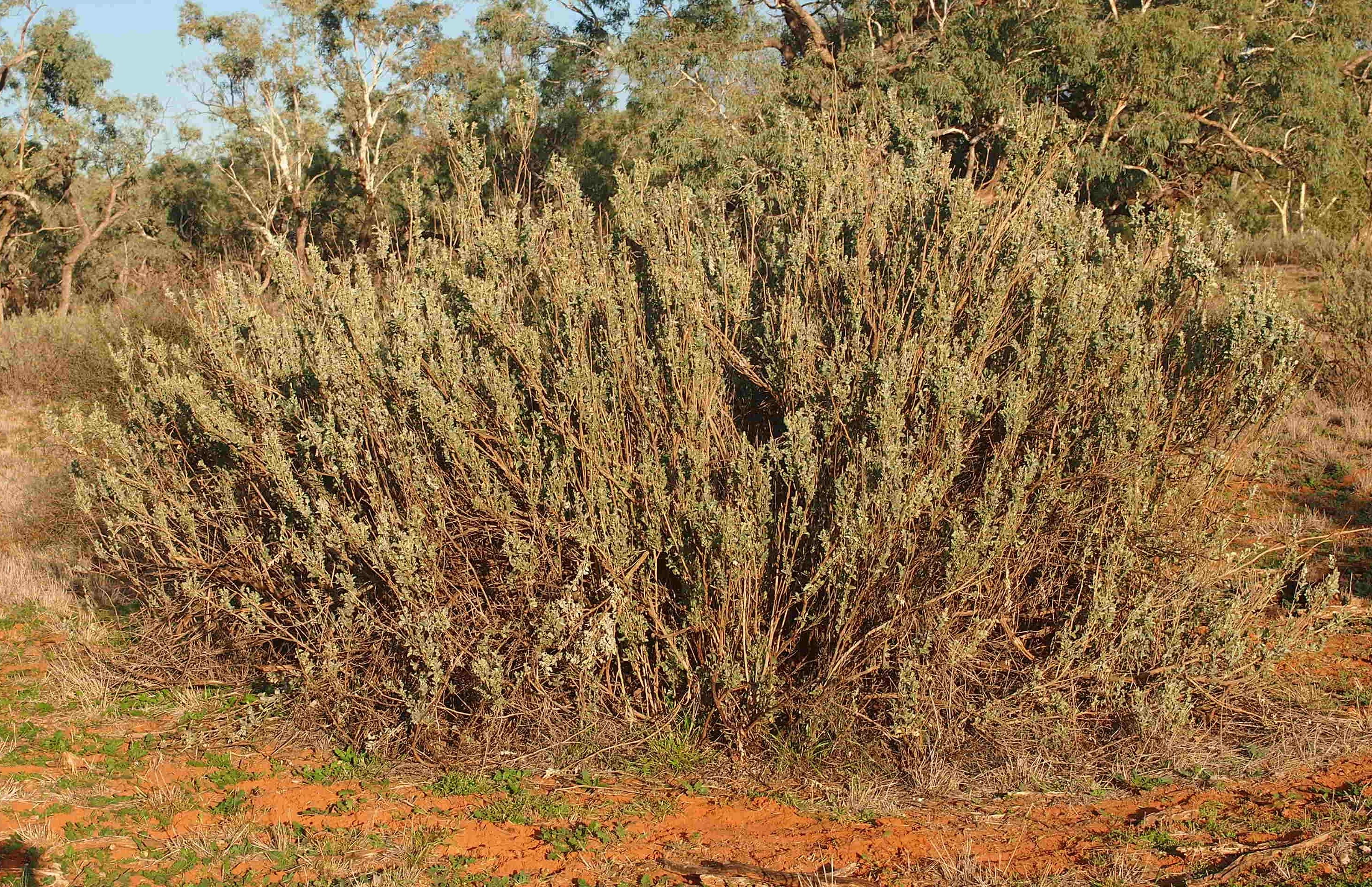
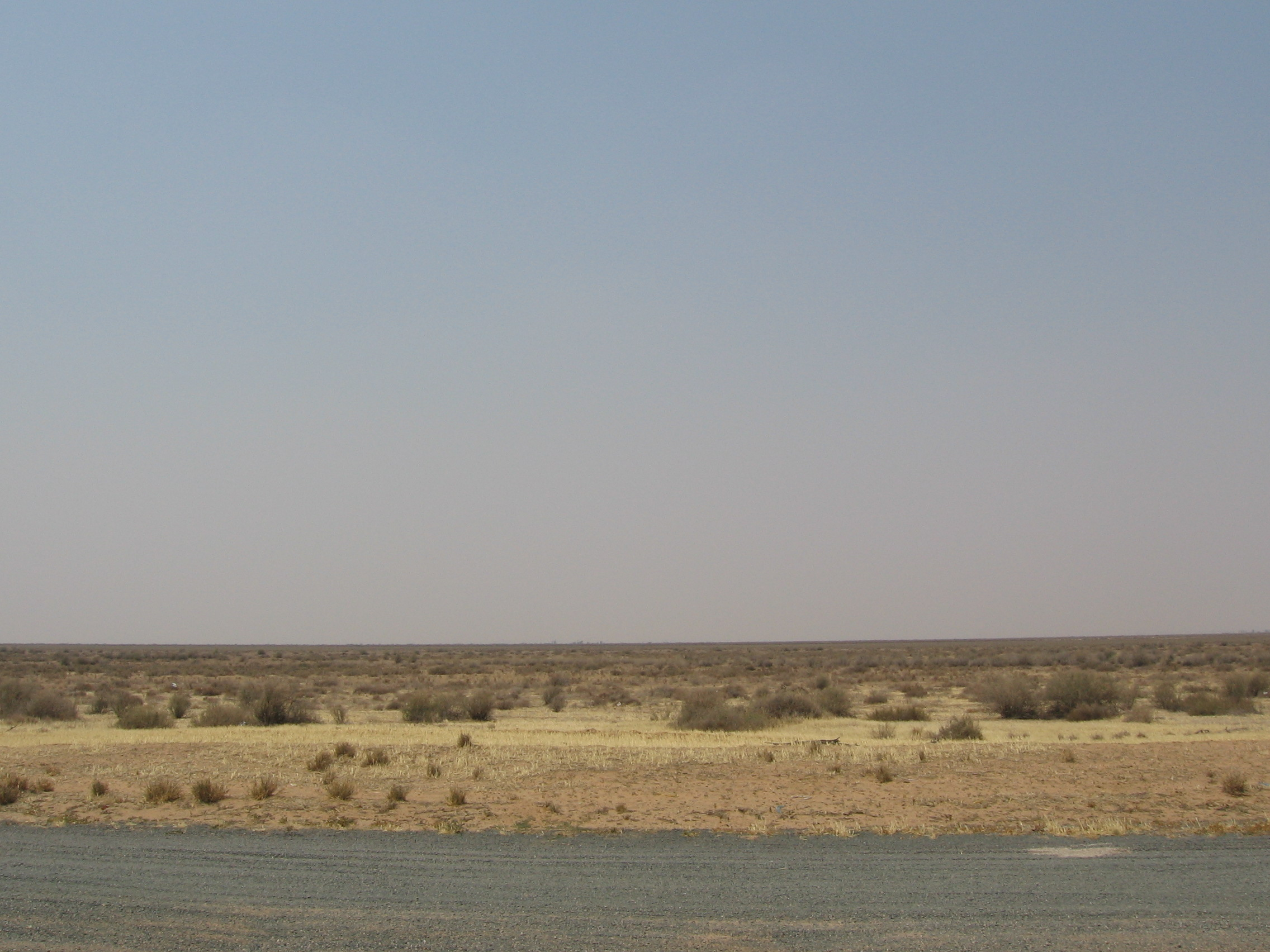